# Cuneocoris
Cuneocoris is een geslacht van halfvleugeligen uit de familie van de Cuneocoridae. Het geslacht werd voor het eerst wetenschappelijk beschreven door Handlirsch in 1920.

## Soorten
Het genus is monotypisch en bevat alleen de volgende soort:

- Cuneocoris geinitzi Handlirsch, 1920